# Chiesa della Pace
La chiesa della Pace (già cappella mortuaria della Santissima Annunziata) è una delle chiese monumentali di Napoli; è sita nel centro storico, non lontano dal Rettifilo.

## Storia e descrizione
La chiesa fa parte del vasto Complesso della Santissima Annunziata Maggiore. La struttura religiosa è situata in una sorta di spiazzale sottostante la chiesa principale; questo, è raggiungibile tramite un austero passaggio alla destra del cortile del complesso.
Il fabbricato, in realtà, sarebbe quel che resta della chiesa della Pace eretta per volere di Alfonso I di Napoli, nel 1442.
Da una porta si accede ad un ambiente denominato cappella Mormile; questa, costituisce l'ambiente di un'ulteriore chiesa precedente, ergo quella Trecentesca. Qui sono visibili ancora gli affreschi riconducibili allo stesso periodo ed opera di un artista ignoto napoletano.